# Digital Author Identifier
De Digital Author Identifier (DAI) is een uniek landelijk nummer voor elke auteur, met een aanstelling of een andere relevante band bij een Nederlandse universiteit, hogeschool of onderzoeksinstituut. Het gebruik van de DAI is geregistreerd bij de Autoriteit Persoonsgegevens en de DAI is voorbereid op de internationale ISO-standaard "International Standard Name Identifier" (ISNI). De DAI brengt diverse schrijfwijzen van een auteur bij elkaar en maakt onderscheid tussen auteurs met dezelfde naam.

## Andere auteuridentificatienummers
De DAI maakt deel uit van de landelijke kennisinfrastructuur. In de wetenschap zijn ook andere identificerende nummers in gebruik, zoals de ResearcherID, ORCID en ScopusID.

## DAI in koppelingen
SURFfoundation heeft in samenwerking met OCLC PICA een koppeling met de PICA Nationale Thesaurus Auteursnamen (NTA) opgezet die door de universiteitsbibliotheken wordt aangevuld en bijgehouden. Belangrijk hierbij is de koppeling tussen het onderzoekinformatiesysteem Metis en de repositories.

## Toepassingen
Toepassingen van de DAI zijn legio. Zo kan eenvoudig het portfolio van een auteur worden samengesteld, ook al heeft de auteur bij meerdere instellingen gewerkt. Publicaties onder huwelijks- en meisjesnamen worden in één oogopslag zichtbaar.
Een voorbeeld van een toepassing van de DAI is ingezet door de portal NARCIS van Data Archiving and Networked Services (DANS), een instituut van KNAW en NWO. In NARCIS worden publicatielijsten van onderzoekers gegenereerd op basis van de DAI. De publicaties worden opgehaald uit de verschillende repositories van Nederlandse wetenschappelijke instellingen. Dankzij de DAI kan de informatie uit de verschillende repositories geïntegreerd worden aangeboden, samen met informatie over onderzoekers en onderzoeksprojecten.

## Geen namen maar rugnummers
In juli 2008 verscheen er een artikel in NRC Handelsblad getiteld: "Geen namen, rugnummers!". Het betrof een reactie op een publicatie in The Lancet van juni over het Thompson ResearcherID; in deze publicatie wordt door twee Nederlandse onderzoekers gepleit voor een onafhankelijk auteurs-ID. Dat dit er al was, namelijk de DAI, de Digitale Auteurs Identifier, wisten zij (nog) niet.